# 顏正 (正德進士)
颜正（1471年—1512年），字懋中，直隶大名府大名縣在城里人，民籍。

## 生平
治《詩經》，行一，由國子生中式弘治十七年甲子科（1504年）順天府鄉試第十一名舉人，年三十八歲中式正德三年（1508年）戊辰科會試第二百十九名，第二甲第九十一名進士。大理寺觀政，四年二月授浙江道試御史，五年钦差河南清理军政，一年后回朝，在京掌都察院山西等道事，正德七年卒，年四十二。

## 家族
曾祖颜刚。祖颜纶，主簿。父颜輗。母栗氏。慈侍下，弟直、堂。子如玉、如愚。